# Östra Lairoträsket
Östra Lairoträsket är en sjö i Sorsele kommun i Lappland och ingår i Umeälvens huvudavrinningsområde. Sjön har en area på 0,555 kvadratkilometer och ligger 533,1 meter över havet. Sjön avvattnas av vattendraget Östra Lairobäcken.

## Delavrinningsområde
Östra Lairoträsket ingår i det delavrinningsområde (729705-157556) som SMHI kallar för Ovan 729332-158147. Medelhöjden är 581 meter över havet och ytan är 42,88 kvadratkilometer. Det finns inga avrinningsområden uppströms utan avrinningsområdet är högsta punkten. Östra Lairobäcken som avvattnar avrinningsområdet har biflödesordning 4, vilket innebär att vattnet flödar genom totalt 4 vattendrag innan det når havet efter 356 kilometer. Avrinningsområdet består mestadels av skog (80 procent) och sankmarker (18 procent). Avrinningsområdet har 1 kvadratkilometer vattenytor vilket ger det en sjöprocent på 2,3 procent.